# Greenstream
Greenstream — річковий хімовоз, збудований на замовлення нідерландської компанії Interstream Barging. Став першим у світі танкером з енергетичною установкою, що працює лише на зрідженому природному газі. Можливо відзначити, що на півтора року раніше вже розпочалась експлуатація хімічних танкерів Bit Viking та Argonon (останній так само річковий), що також розраховані на використання ЗПГ, проте їхні двопаливні двигуни зберігають можливість використання нафтопродуктів.
Greenstream (та однотипний із ним Greenrhine, який спустили на шість місяців пізніше) збудувала нідерландська верф Peters Shipyards в Кампені. Судно має шість вантажних танків загальним об'ємом 3124 м3. Енергетична установка складається з чотирьох двигунів Scania-Sandfirden потужністю по 0,285 МВт, які забезпечують істотне скорочення викидів оксидів азоту та діоксиду вуглецю, а також повністю запобігають викидам сполук сірки.
Судно призначене для навігації по Рейну за контрактом з компанією Shell. На цій річці у 2010-х роках розпочали розвивати інфраструктуру для обороту дрібних партій ЗПГ (включаючи бункерування), що сприяє вибору однопаливного типу двигуна.
У 2016 році Greenstream першим з річкових суден провів операцію з повного вивантаження пального (ЗПГ перекачали на згаданий раніше Greenrhine), що є необхідною умовою перед подачею на верф для проведення робіт.